# 安浦下浦線深礎擁壁
安浦下浦線深礎擁壁（やすうらしたうらせんしんそようへき）は、神奈川県の横須賀市都市計画道路安浦下浦線街路整備事業として整備された擁壁。背後に巨大に広がる団地の保護において、用地の制約と地質上の問題からラーメン式深礎による法面保護を行っている。
約30メートル (m) 直下の主要県道27号へ、直径3 mに及ぶ深礎杭を打設、地上にむき出したそれをそのまま擁壁として採用し、土木景観デザインとして美しく仕上げ安全を確保した例。
路面からの重圧感を和らげるために深礎突出部はチッピングによるとともに、縦縞を設けて、人も車も安全に通行ができるよう擁壁の中間部に曲面を多用した張り出し式テラス状の歩道を設けている。また長く続く石垣状の模擬自然石ブロックを組み合わせている。
第2回全国街路事業コンクール景観デザイン賞特別賞を受賞。
この後、久里浜田浦線でも同様の深礎擁壁を採用している。

## 諸元
以下の通り
- 神奈川県横須賀市岩戸 - 栗田地内
- ラーメン式深礎杭 : 26本
- 杭長 : 20 – 30 m
- 杭径 : 3 m
- 擁壁延長 : 50 m
- 所管 : 神奈川県横須賀土木事務所
- 1990年完成。八千代エンジニヤリングが設計を担当。